# Fabrègues
Fabrègues – miejscowość i gmina we Francji, w regionie Oksytania, w departamencie Hérault.
Według danych na rok 1990 gminę zamieszkiwało 4089 osób, a gęstość zaludnienia wynosiła 130 osób/km² (wśród 1545 gmin Langwedocji-Roussillon Fabrègues plasuje się na 87. miejscu pod względem liczby ludności, natomiast pod względem powierzchni na miejscu 169.).